# David Julius Pott
David Julius Pott (* 10. Oktober 1760 in Nettelrede; † 18. Oktober 1838 in Göttingen) war ein deutscher evangelisch-lutherischer Theologe, Bibelwissenschaftler und Hochschullehrer.

## Leben
Pott studierte Theologie an der Universität Göttingen und wurde hier 1783 Repetent und 1786 Privatdozent. 1787 wurde er zum außerordentlichen Professor der Theologie an der Universität Helmstedt und 1788 zum ordentlichen Professor berufen. 1798 erhielt er den Würdetitel Abt von Mariental und wurde damit Mitglied des Braunschweiger Landtags. Nach Schließung der Helmstedter Hochschule 1809 wurde er 1810 als Professor und Konsistorialrat nach Göttingen versetzt. 1811 und 1819 war er Prorektor der Universität.  Er war verheiratet mit Auguste Johanna, geb. von Crell († 11. Juli 1816). 1826 verlieh die Stadt Göttingen ihm zusammen mit seinen Töchtern die Ehrenbürgerwürde.

## Werk
Pott verfasste eine Reihe exegetischer Abhandlungen zum Alten und Neuen Testament. Während die meisten seiner Arbeiten bald als veraltet galten, wurde seine Mitarbeit an der Vollendung von Johann Benjamin Koppes Neubearbeitung des griechischen Urtexts des Neuen Testaments N. T. graece perpetua annotatione illustratum nach dessen Tod 1791 zusammen mit Thomas Christian Tychsen, Christoph Ammon und Johann Heinrich Heinrichs für ihre philologische Gründlichkeit gerühmt. Pott gab die griechischen Texte der Petrusbriefe, des Jakobusbriefes, und der ersten 10 Kapitel des 1. Korintherbriefes heraus.
Unter dem Titel Sylloge commentationum gab er von 1800 bis 1807, anfangs mit Georg Alexander Ruperti, dann ab Band 3 allein, eine damals bekannte exegetische Zeitschrift heraus.

## Auszeichnungen
- 1787: Ehrendoktor der philosophischen Fakultät zum Göttinger Universitätsjubiläum (17. September 1787)
- 1821: Guelphen-Orden
- 1826: Ehrenbürger von Göttingen

## Schriften
- Dissertatio Theologica Inauguralis De Natura Atque Indole Orationis Montanae, Et De Nonnulis Huius Orationis Explicandae Praeceptis. Leuckard, Helmstedt 1788. (Digitalisat)
- De consilio Mosis in transscribendo documento illo quod Gen. 2 et 3 ante oculos habuisse videtur. Leuckard, Helmstedt 1789. (Digitalisat)
- Leben, Meynungen und Schicksale D. Carl Friedrich Bahrdts aus Urkunden gezogen. 1790. (Digitalisat)
- Predigten. Fleckeisen, Helmstedt 1791. (Digitalisat)
- Moses und David keine Geologen, Ein Gegenstück zu Hrn. Kirwan's Esq. geologischen Versuchen. In Briefen an Hrn. Bergrath v. Crell. Nicolai, Berlin/Stettin 1799. (Digitalisat)
- Novum Testamentvm Graece, Vol. 9, Fasc. 2; Exhibens Utramqve Epistolam Petri. 1810.
- Gebet an Heyne's Grabe. (Digitalisat des Exemplars der Universitätsbibliothek Göttingen)
- Epistola Iacobi. Dieterich, Göttingen 1816.
- De belli natura morali recte aestimanda. 3 Bände. Dieterich, Göttingen 1816/17.
- Beschreibung der Feyerlichkeiten wodurch das Reformations-Jubelfest am 1ten und 2ten November 1817 von der Georg-August-Universität zu Göttingen begangen wurde: Mit Beylagen.

Göttingen: Vandenhoeck und Ruprecht 1818. (Digitalisat des Exemplars der Universitätsbibliothek Göttingen)
- Versuch einer Erklärung zweyer Inschriften an der Memnonssäule nach der Pocockeschen Abbildung (Tab. XXIX. p. 105.). Ein philologischer Beytrag zu des Hrn. Grafen v. Veltheim Abhandlung über die Memnonssäule. Fleckeisen, Helmstedt 1800. (Digitalisat)
- Nonnulla de arte concionem sacram recte percipiendi. Göttingen: Dieterich 1823.
- Die Weihe der Universitätskirche zu Göttingen am 29. Dec. 1822: mit vorangeschickten historischen Notizen über die ehemalige und jetzige Universitätskirche daselbst. Göttingen: Dieterich 1823. (Digitalisat des Exemplars der Universitätsbibliothek Göttingen)
- Animadversionum in nonnullos Psalmorum locos specimen. Dieterich, Göttingen 1828. (Digitalisat Band 1), (Band 2)
- 1. epistola Pauli ad Corinthos: Cap.1-10. 1826.
- Commentatio I. II. in locum Paullinum 1 Cor. XI, 10. Göttingen 1831/1833.
- Commentatio I. de sacra coena ad locum 1 Cor. XI, 23-25. Göttingen: Dieterich 1835.
- Epistolae catholicae Graece. Dieterich, Göttingen 1786. Digitalisat

### Nachlasskatalog
- Verzeichniß der vom ... Pott nachgelassenen Bücher. Göttingen: Menzel 1839